# DecoOnline
デコオンライン・フロンティア（DecoOnline Frontier）は、韓国のゲーム会社RockSoftによって製作されたオンラインゲームである。種別としてはMMORPGに分類される。現在はガメレオンが運営していた。

## 概要
フロンティアの開拓が進む「クライス大陸」を舞台にしたオンラインRPGである。
異世界にある二つの国をめぐる冒険と戦いをテーマとしたゲームである。自分達で「都市」を建設できるフロンティアシステム（未実装）、簡単なキーボード操作で発動できるコンボシステムなどの特徴を持っていた。
この大陸ではさまざまな出来事があなたを待っている。モンスターとの激しい戦闘、他のプレイヤーとの出会い、難解なクエスト、自分たちだけの都市の建設、そしてその都市を巡る他国プレイヤーとの攻防・・・とにかく、この大陸でどのような生活を送るのかはあなたの自由である。プレイヤー自身が作り上げる新しい世界を思う存分楽しむ事が出来る。
プレイヤーは「ミレナ」「レイン」どちらかの国に所属する開拓者のひとりとなり、この大陸での冒険をスタートさせる。
コンボシステムはほかのMMOにはない斬新なアイディアであり、またコロニーシステムも未実装だった。
続編として次のMMOであるハーツ オブ トリニティ（以下HOT）が開発されており、テクニカルテストが行われるもDECO ONLINE以下との評価が大半を占めていた。

## 遍歴
- 2006年01月12日　openβ開始
- 2006年04月14日　正式サービス開始
- 2006年06月09日　レテ平原実装
- 2006年07月12日　デコインスタンスダンジョン大規模リニューアル&サブ職業アップデート
- 2006年07月26日　秘境モシュビル実装
- 2006年08月26日　運営ブログ祭り開始
- 2006年12月01日　運営移管
- 2007年03月22日　第三次ミレナ・レイン戦争に伴う大規模アップデート
- 2007年05月02日　スキルリセット＆大幅スキルアップデート
- 2007年07月31日　ｶﾞﾒﾚｵﾝリニューアル＆アップデート
- 2008年02月13日　名称変更 Deco Online → Deco Online Frontier
- 2008年05月14日　ハックシールドと窓化導入
- 2008年06月18日　メインストリームクエスト「PART I」実装
- 2008年07月09日　11石までドロップ&8~11石の破損率大幅上昇
- 2008年10月15日　合成エルダー実装
- 2008年12月24日　封印の聖地・110レベルまで上限解除
- 2009年06月24日　デコテイルⅡ
- 2009年10月28日　プレミアムマップ実装
- 2010年01月13日　サーバーラグ用パッチ適応
- 2010年04月01日 『ガメレオン会員サービス利用規約』改定
- 2010年04月21日　合成エルダーストーンが出るデコPON「MIX」登場
- 2010年06月23日　サービス終了のお知らせ
- 2010年07月28日　サービス終了

## システム

### サーバー
「ユニクル」と「ソル」の2つのサーバーに各々チャンネルが3つ存在している。1ch、2chはPK可能サーバーで、3chはnonPKサーバーだがモンスターから獲得できる経験値が-20％されてしまう。
- 「ユニクル」サーバー

ユニクルはプレイ人口が多く、PKなども多々行われている。その分、開拓団(フロンティア)も多く、PK推奨の開拓団やPK禁止開拓団など対処している。Lv別領土制圧システム(PvPMAP)は人口が多いため、活発に行われている。取引なども比較的ユニクルプレイヤーが多く件数を掲示板に出したりしている。
人口が多いこともあり、サーバーが重くなりラグ・フリーズ・強制終了など、PC環境によってはソルサーバーより多い。
- 「ソル」サーバー

ソルは、プレイ人口が少ないのもあり、PKなどはユニクルよりも少ない。一時期はソル全体としてPKを禁止する暗黙の了解があったが、今はPKを行うことに対しても寛容になってきている。プレイ人口の少なさもあり、Lv別領土制圧システム(PvPMAP)はユニクルと比較すると活発とは言えない状況である。取引などは、件数を見るとユニクルに比べ少ない。
人口の少なさもあり、サーバーは軽い。

### コンボシステム
「コンボパワー」、「コンボゲージ」と呼ばれる特殊なシステムが存在する。
多くのスキルでは、使用の際MP(SP)と同時に、コンボパワーを消費(一部パワーを消費しないスキルも存在)。
コンボ攻撃は、職業ごとに用意されたコンボ攻撃スキルを取得することで使用可能。
通常攻撃を行なったとき、攻撃ボタンガイドが表示されるので、そのキー（Z、X、Cのいずれか）をタイミングよく入力。
なお「アーチャー」や「マジシャン系」はスキルを使用することによってコンボゲージを貯めることが出来る。

### 開拓団(フロンティア)
行動を共にしようと決めた仲間達の集いのシステム。ギルドのこと
1名のMasterと0～3名のMajorからなる集団。Master、Major、Assist、Menberの4役が存在
開拓団への加入許可はMasterとMajorのみが持つ

#### 神獣
Master及びMajorのみが召喚できる獣
現在6種の神獣が存在しており、その効果はステータスをアップさせたり、HP,SP/MPの回復を行うなどそれぞれ違った能力をもち、召喚中は一定範囲内のフロンティアメンバーにのみ恩恵を与える
神獣は1つの開拓団に1つしか持つことは出来ず、専用のアイテムを定期的に与え続けなければ神獣は死んでしまい、召喚することが出来なくなる

### ペットシステム
戦闘において攻撃型と防御型、回復型の3種のペットが、全10匹存在し、ゲーム内マネーで買うことが出来るペットと、課金を要するペットとがある。
それ以外に、ライドペットというゲーム内での移動を補助する役割を持つペットもいる。
こちらは全7種存在し、最遅の馬はゲーム開始後に配布されるが、それ以外は全て課金により入手するペットである。
ライドペットはライドペット専用の課金アイテムを装備させることによりさらに移動速度をUPすることが可能。
（ただし装備できない種も存在する）

### 対戦場
対戦場では、国家に関係なくチームを組み、対戦ルームを作成して、対戦方式、人数、制限時間などルールを設定してプレイヤー同士の対戦を楽しむことが出来ます。戦闘に参加せず、対戦を観戦することもできます。

### Lv別領土制圧システム
マップ上に存在する中立状態のストーンオブジェクトを攻撃し破壊することで自国のオブジェクトに変わる。
全てのオブジェクトを占領し、勝利を収めた国のみ、制圧戦終了後に出現するインスタンスダンジョンに入場できる権利など様々な恩恵を得ることができる。
コルド渓谷(レベル10～70) と、アルゴル高原(レベル71～100)が実装済み
マップオープン時間は毎日22:00〜でゲーム内での告知等は一切無し。

### 特別ダンジョン　プレミアムマップ（以下PM）
特徴1 モンスターからの獲得経験値は通常マップの3倍
特徴2 ポイントアイテムの経験値上昇アイテムを併用可能
特徴3 PM専用のアイテムがドロップ
特徴4 PM内ではPvPが不可（ID扱いではなく、ミレナ、レイン共に同じMAPを使う）
特徴5 どのチャンネルからでも入場可能(3chの場合、獲得経験値が-20％)
特徴6 モンスターからはエルドがドロップされない
特徴7 PMチケットをインベントリーに出してから1時間の間有効、時間内であればPM入退室は自由
特徴8 LV91〜100用のPM[D]は一部未完成であるが、運営の判断によりチケットは販売されている

### 都市建設（コロニー）
（未実装。）

### エルダーストーン合成システム
特定のエルダーストーンを1つのエルダーストーンに合成することで、素材となるエルダーストーンの性能を合わせ持った合成エルダーストーンを作成するシステム。
合成エルダーストーンにはミレナ、レインそれぞれに武器用・防具用が存在し、それぞれ必要となるエルダーストーンが違う。また作成された合成石はそれぞれの国の装備にのみ加工可能。
合成エルダーストーンの作製は高LVになるほど成功率が低く、出来た合成石を装備に加工する際にも成功失敗の判定があり、こちらも高LVになるほど成功率は低くなる。
- 通常のエルダーストーン加工より全数値において圧倒的なまでの上昇が可能なシステムではあるが、高LV合成石の装備加工を行う場合、合成に失敗すると装備品、合成石共に無くなってしまうためそれを防ぐための課金アイテムが必須と言うことで金銭面でかなりの負担を強いること、合成成功率を上げる課金アイテムを使用しても成功率が21％（通常1％）、と言うことでこの仕様に対してかなりの批判がある。

## 職
レインとミレナ、それぞれにいくつかの職があり、プレイヤーはそのどれかを選んで遊ぶことができる。

### レイン
| 初期クラス               | 一次職               | 二次職                               |
| ------------------------ | -------------------- | ------------------------------------ |
| ストレンジャー(Stranger) | マジシャン(Magician) | プロミナス(Prominas)                 |
| ストレンジャー(Stranger) | マジシャン(Magician) | ホーリーアヴェンチャー(Holy Avenger) |
| ストレンジャー(Stranger) | マジシャン(Magician) | プリースト(Priest)                   |
| ストレンジャー(Stranger) | シャーマン(Shaman)   | サイキー(Psyche)                     |

#### ストレンジャー(Stranger)初期クラス
- 起源：異邦人
- 特徴：レインの初期クラスで、魔法系のもっとも基本となる職業。マジシャンもしくはシャーマンに転職可能。

#### シャーマン(Shaman)一次職
- 起源：マジシャンとは全く異なる方法でプロイマの力を利用する技術を身につけたものたちがいる。この者たちは、水晶玉を用いて暗黒系プロイマを自らの体に憑依させ、継続的にその力を借りるのである。この技術を身につけたものはいつしかシャーマンと呼ばれるようになった。プロイマを憑依させることで肉体的な能力が飛躍的に向上させることが可能な彼らは、その力をより活かすためにさまざまな格闘術も身につけていく。
- 特徴：暗黒系プロイマを憑依させる技術及び、憑依状態での格闘術を習得。通常状態のシャーマンは非常に非力だが、憑依状態での戦闘力は他の職を圧倒する。*
- 転職：ストレンジャー　レベル10

#### マジシャン(Magician)一次職
- 起源：トウィニブル森にてミレナに敗れた一部の勢力は、新天地を求めて脱出。大陸南部の「イリシア山脈」に到達し、この地に都市を建設した。ここで彼らは古代人の遺跡を発見し、プロイマの存在を知ることになる。長期にわたって行なわれたプロイマの研究は「アナトレイン」という天才的な魔法研究家の登場によって結実し、ついにプロイマ魔法が確立されたのである。マジシャンとは、このプロイマ魔法の初歩を学ぶ者たちを指す総称である。
- 特徴：攻撃魔法を中心に魔法を習得。戦場では、遠距離から敵にダメージを与える支援攻撃が役目となる。
- 転職：ストレンジャー　レベル10

転職後

#### サイキー(Psyche)二次職
- 起源：通常、シャーマンが同時に憑依させられるプロイマはひとつのみ。しかし、修行を重ねて憑依能力を強化していくことで、2つのプロイマとの同時憑依が可能になるという。このような多重憑依の能力を身につけた者をサイキーと呼ぶ。
- 特徴：多重憑依を駆使する魔法戦士。プロイマの組み合わせによって、あらゆる戦場での活躍が可能となる。
- 転職：シャーマン　レベル30

#### プロミナス(Prominas)二次職
- 起源：研究によって上位の元素系プロイマは、他属性のプロイマと衝突することが判明した。そのためより強力な上位プロイマ魔法の習得を望むマジシャンたちは、3大属性のうち自らが望むものを専攻し、修練していくのである。この上位プロイマを扱うものたちは、マジシャンと区別するためにプロミナスと呼ばれる。
- 特徴：3大元素系魔法の中からひとつを選択し、その系列の魔法を専門的に習得。マジシャン時代よりも魔法攻撃力により磨きがかかっている。
- 転職：マジシャン　レベル30

#### ホーリーアヴェンチャー(Holy Avenger)二次職
- 起源：神聖系プロイマには、保護と治癒の能力だけではなく、破壊的な力も存在することが判明した。この力を引き出す能力を身につけた者はプリーストと区別され、ホーリーアベンジャーと呼ばれる。その攻撃魔法は、特に暗黒系属性をもった者に対して絶大な威力を発揮するという。
- 特徴：強力な攻撃魔法に加え、広範囲保護魔法, 祝福, 下級回復などの補助魔法も駆使するオールラウンダー。
- 転職：マジシャン　レベル30

#### プリースト(Priest)二次職
- 起源：神聖系プロイマが発見されたのは、かなり近い時代のことである。この未知なるプロイマは自分たちに好意を寄せ慈悲を求める人間に強力な治癒と保護の力をあたえ、その対価として自分たち以外のほかのすべてのプロイマとの絶交を求めた。彼らの要求を受け入れ、神聖プロイマ魔法のみを扱う者ようになったのがプリーストである。
- 特徴：保護、回復魔法によって他プレイヤーをサポート。体力面で劣るレインにとって、その存在意義はかなり大きい。
- 転職：マジシャン　レベル30

### ミレナ
| 初期クラス           | 一次職                      | 二次職                  |
| -------------------- | --------------------------- | ----------------------- |
| ワンダラー(Wanderer) | ソードマン(Swordsman)大剣   | スレイヤー(Slayar)      |
| ワンダラー(Wanderer) | ソードマン(Swordsman)片手剣 | ナイト(Knight)          |
| ワンダラー(Wanderer) | ソードマン(Swordsman)片手剣 | マーシナリー(Mercenary) |
| ワンダラー(Wanderer) | アーチャー(Archer)          | スナイパー(Sniper)      |

#### ワンダラー(Wanderer)初期クラス
- 起源：世界を騒がすワンダラー
- 特徴：ミレナの初期クラス。ミレナ系職の基本となる職業。剣を使用する。ソードマン、アーチャーに転職可能。

#### アーチャー(Archer)一次職
- 起源：「トウィニブル森」で古くから使用されてきた弓は、狩りにおいてもっとも安全かつ効果的な道具であり、戦場においては敵の大将を遠距離から狙撃可能な強力な武器であった。その重要性から常に改良が加えられ、扱う人間の技術も日々進歩していったが、即効性のある治療剤及び強化剤が開発されると、弓の利用範囲はより広くなる。これらの薬品を特殊な矢に仕込んで味方に発射し、即座に体力回復、能力強化の効果を与えられるようになったのである。この弓を主な武器とし, 長距離攻撃及び支援の役割を成し遂げる者がアーチャーと呼ばれる。
- 特徴：遠距離攻撃系職業の基礎となる職業。弓を用いた遠距離攻撃技術と支援技術を習得していく。
- 転職：ワンダラー レベル10

#### ソードマン(Swordsman)一次職
- 起源：ミレナ誕生以前。クライス大陸北部に広がる「トウィニブル森」にはさまざまな部族が割拠し、互いに侵略と報復を繰り返していた。この混沌の時代に、純粋に人命を殺傷する武器として剣が誕生し、同時にそれを効果的に使うための技術が発展していく。その技術を身につけたものたちは、いつしかソードマンと呼ばれるようになった。
- 特徴：近接攻撃系のもっとも基本となる職業。転職時に、剣(片手剣)と大剣(両手剣)どちらの武器を使用するかを選択し、それぞれに応じたスキルをマスターしていく。
- 転職：ワンダラー レベル10

転職後

#### スナイパー(Sniper)二次職
- 起源：第一次ミレナ・レイン戦争で圧倒的な国力を誇っていたミレナが、新興国レインに無残にも敗れ去った決定的な原因は、レイン魔法部隊の魔法攻撃に対抗する手段を持たなかったことであった。第二次ミレナ・レイン戦争に投入されたスナイパー部隊は、そのレイン魔法部隊に対抗するために編成された、対魔法専門部隊である。魔法がプロイマとの意思疎通から始まるという事実に着目したミレナは、1度吸い込むと一定の時間舌が麻痺してしまう粉末薬品 (サイレンスパウダー)を開発。これを矢にぶらさげて敵陣の魔法部隊の上空に散布したことで、魔法攻撃を封じ込めた。その活躍によってミレナは旧領土を取り戻すことに成功したのである。
- 特徴：対魔法専門家として、敵の魔法詠唱を妨害し、さらに魔法効果を無効化させる技術を身につけていく。支援スキルも充実。
- 転職：アーチャー レベル30

#### ナイト(Knight)二次職
- 起源：ミレナ初代国王「ユニクルリオ　ミレナス」がトウィニブル統一戦争の際に好んで用いたのが、徹底した守備で相手の疲労を待ち、その後、攻撃部隊を一気に投入する作戦である。この作戦は、雨のように降り注ぐ矢や投槍、さらには、波のように押し寄せる敵兵士たちを相手にして一歩も引かぬ防御部隊の存在があってこそ実行できるものであった。重厚な鎧と盾を装備し、防御に関する技術を専門的に熟練したその構成員たち。彼らこそが今日の騎士(ナイト)である。
- 特徴：攻撃力と機動力は他のソードマン系職業に比べて劣るものの、その防御能力は圧倒的。スキルも防御に関連するものを中心に覚えていく。また、鍛え抜かれた防御力は一転すれば凄まじい武器となり、一撃の破壊力はスレイヤーをも凌駕するという。
- 転職：ソードマン レベル30

#### マーシナリー(Mercenary)二次職
- 起源：トウィニブル統一戦争中、ミレナが頭を悩ませていたのは、他部族のゲリラ攻撃であった。この厄介な敵に対し「ユニクルリオ　ミレナス」が採った対策は、敵と同じゲリラ戦術を用いる特殊部隊を編成することであった。統一された仰々しい装備を廃したこの部隊は、高い隠密性・機動性を保有。この特色を生かして敵の奇襲、待ち伏せをキャッチし、それを逆手にとることで大きな戦果を上げた。この部隊は非正規軍であり、戦果によって報酬が支払われる傭兵部隊であった。そのためゲリラ戦の専門家たちをこの世界ではマーシナリー（傭兵）と呼ぶ。
- 特徴：攻撃力自体は平凡だが、その機敏さと敵のスキを狙って放つ一撃は強力。移動補助技術と、敵を不意打ちする技術を習得していく。
- 転職：ソードマン レベル30

#### スレイヤー(Slayar)二次職
- 起源：トウィニブル統一戦争の際、ミレナ初代国王「ユニクルリオ　ミレナス」によって、それまでにない戦術が用いられた。攻め寄せる敵の突破攻撃を重装甲と巨大な盾を装備した部隊がひたすらに防ぎ、敵が疲労したときを見計らって、近接武器のみを装備した攻撃力及び機動力に優れた部隊を投入し、一気に戦局を巻き返すというものである。この攻撃用の部隊として、ひたすら攻撃面に重点をおいた部隊が編成された。この部隊に所属する者は、自分の背丈ほどの大きさの大剣を自在に操る技術と体力を備えており、その勇猛な戦いぶりからスレイヤー（闘士）と呼ばれ恐れられていたのである。
- 特徴：攻撃力重視の近接戦闘職。攻撃速度は遅めだが、それを補って余りある攻撃力を持つ。強力な攻撃スキルを主に学んでいく。
- 転職：ソードマン レベル30

## 問題点
サーバー（特にユニクル1ch）が貧弱なため、PvP（プレーヤー対プレイヤー）時に処理落ちが頻繁に発生し、移動すら満足に行えない事も少なくない。
ミレナとレインではレインのほうが少数であったため、運営はバランスを取るためレインの能力やスキルを優遇したが、あまりに考えなしの調整を行ってしまったため、同LVでの1VS1の状況ではミレナではまず勝利不可能な状況を作り上げてしまった。また、それに対し一部のユーザーが運営に意見陳述するも「ゲーム内の仕様についてはお答えできません」というテンプレ回答しか返さなかったため、多くのユーザー（特にミレナ側）の不況を買い引退者が続出する事体を招いている。
初期の頃に多く行われたGM参戦型のイベントは一年以上行われておらず、優良課金者向けの有料狩り場を除き、新規アップデートは課金者向け能力インフレのみである。また、パワーインフレと同時期に、MOBの能力インフレも同時に行われることが多く、無強化or無課金者は突然狩りができなくなる、または著しく効率が悪くなることが定期的に発生する傾向がある。
多くのバグが未だ放置されており、有名なものではMAP切り替わり時にクライアントが強制終了する、位置バグが頻繁に発生する。ひどいものになるとログインするとクライアントが落ちるというバグまで起こる。